# Peltigera castanea
A Peltigera castanea é uma espécie de líquen terrícola e muscícola (que cresce no solo e sobre musgos), folioso, pertencente à família Peltigeraceae. Descrita como uma nova espécie em 2003, ela faz parte do complexo de espécies taxonomicamente desafiador centrado em Peltigera didactyla. Reconhecida com base em estudos filogenéticos que destacaram seus marcadores genéticos únicos, a P. castanea se distingue por sua superfície de cor castanho-escura, semelhante à cor de castanha. Sua distribuição conhecida abrange a América do Norte (Colúmbia Britânica, oeste do Canadá), Ásia (China e Sibéria), Europa (Estônia), Groenlândia e a Antártica. O estado de conservação de Peltigera castanea varia regionalmente, sendo considerada criticamente ameaçada na Colúmbia Britânica e no Yukon, e em perigo crítico na Estônia, devido à significativa degradação de habitat e ao tamanho restrito de sua população.
A Peltigera castanea é caracterizada por seu talo foliáceo, semelhante a folhas, que se fixa frouxamente ao substrato. Ele pode atingir até 30 cm de diâmetro, composto por lóbos rígidos e sobrepostos que frequentemente se curvam para cima. Sua superfície superior distintiva é castanho-escura, tornando-se cinza-azulada pálida quando coberta, e apresenta sorédios granulares para reprodução vegetativa, alojados em sorálios de formato irregular. A superfície inferior do líquen, densamente venada, varia de branca a preta, com rizinas tufadas que se tornam lanuginosas em direção ao centro. Comparada a espécies relacionadas do gênero Peltigera, como Peltigera extenuata e P. didactyla, P. castanea possui um córtex superior liso, brilhante e majoritariamente não tomentoso, veias que escurecem e rizinas flocosas e frequentemente tufadas, enquanto suas espécies próximas exibem variações na concavidade dos lóbos e na textura da superfície, incluindo a presença de apotécios.

## Taxonomia
A Peltigera castanea foi descrita cientificamente como uma nova espécie em 2003 pelos liquenólogos Trevor Goward, Bernard Goffinet e Jolanta Miądlikowska. O líquen está inserido no complexo de espécies P. didactyla, um grupo conhecido por seus desafios taxonômicos devido às sutis diferenças morfológicas entre seus membros. A espécie foi oficialmente reconhecida após estudos filogenéticos que a identificaram como um grupo monofilético distinto — uma linhagem evolutiva única — separada de outros membros do complexo P. didactyla. Esses estudos foram baseados no sequenciamento de DNA da região do espaçador interno transcrito e da subunidade grande do gene de RNA ribossômico, demonstrando que a P. castanea forma uma linhagem distinta e destacando variações genéticas exclusivas dessa espécie.
Goward coletou o holótipo de Peltigera castanea na Bacia do Rio Clearwater, na Colúmbia Britânica, perto de Philip Creek, ao longo da Battle Mountain Road, a uma altitude de aproximadamente 1.500 metros, em 1 de outubro de 2001. O espécime crescia sobre uma rocha coberta de musgo em uma floresta aberta e ensolarada em uma encosta voltada para o sul. O epíteto específico castanea, que significa "castanha" em latim, refere-se à superfície superior de cor castanho-escura do líquen.
Filogeneticamente, Peltigera castanea é próxima de outras espécies dentro do complexo P. didactyla, como P. lambinonii e P. ulcerata. Embora compartilhe algumas características morfológicas, P. castanea possui marcadores genéticos únicos que confirmam seu status como espécie distinta. O próprio complexo faz parte de um grupo maior de líquens difíceis de categorizar devido a traços morfológicos sobrepostos e sutilezas nas distinções químicas e genéticas.

## Descrição
A Peltigera castanea pode ser diferenciada de outras espécies de seu gênero por várias características distintivas de seu talo, termo que se refere ao corpo do líquen. O talo de P. castanea é foliáceo, ou seja, semelhante a folhas e frouxamente aderido ao substrato, cobrindo áreas de até 6 a 8 cm de diâmetro, embora indivíduos de até 30 cm tenham sido registrados. Os lóbos (projeções arredondadas da borda do talo) individuais que compõem o talo são rígidos, frágeis e não muito mais longos do que largos, com uma forte concavidade ou, por vezes, aparência plana, exibindo padrões de sobreposição frouxa e ramificação irregular. Eles geralmente têm de 1,5 a 3 cm de diâmetro. As extremidades dos lóbos são arredondadas e tendem a se curvar para cima.

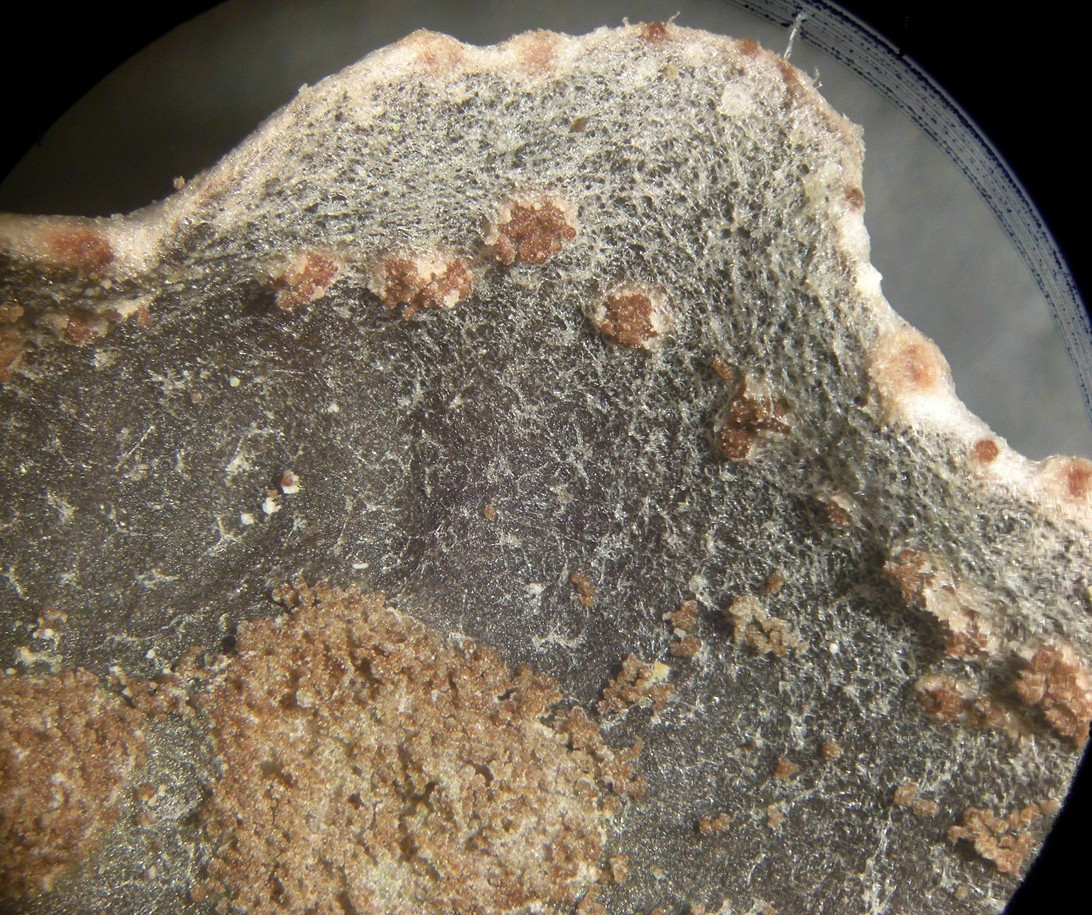
Aproximação da ponta do lóbo tomentoso, sorálio de formato irregular e sorédio granular

A superfície superior do talo destaca-se por sua cor castanho-escura, que se torna cinza-azulada pálida quando abrigada. Essa superfície é mais ou menos brilhante e lisa, exceto por ser tomentosa (coberta de pelos curtos e macios) perto das extremidades dos lóbos. Ela também é caracterizada pela presença de sorédio — estruturas reprodutivas granulares que auxiliam na reprodução vegetativa —, encontrados em sorálios arredondados a irregularmente moldados.
A superfície inferior do líquen é densamente venada, mudando gradualmente de branca nas bordas para marrom ou preta perto do centro. As rizinas (estruturas semelhantes a raízes sob o líquen) são abundantes, tufadas e tornam-se flocosas (lanuginosas) em direção ao centro do talo, acompanhando a cor das veias. Elas têm até cerca de 1 cm de comprimento e, embora geralmente não sejam ramificadas, frequentemente se dividem nas extremidades.
Em contraste, espécies próximas, como Peltigera praetextata, têm um talo mais liso e uniformemente cinza, com veias menos proeminentes na superfície inferior e sem forte contraste de cor. Outra espécie semelhante, a P. leucophlebia, possui um talo mais largo, com tonalidade predominantemente esverdeada e sorálios maiores e mais dispersos.
A ausência de apotécios e a presença frequente de picnídios marginais (estruturas que produzem esporos assexuados) contendo picnoconídios elipsoides ajudam a distinguir Peltigera castanea de seus congêneres. Essas características, combinadas com sua coloração e textura únicas, tornam P. castanea uma espécie distinta em seu habitat. Como todas as espécies de Peltigera, o fotobionte do líquen é uma cianobactéria, visível como uma camada azulada opaca no talo. Todos os testes químicos padrão de manchas são negativos em P. castanea, e nenhum metabólito secundário (produtos liquênicos) foi detectado usando cromatografia em camada delgada.

## Espécies semelhantes
Várias espécies do gênero Peltigera assemelham-se a Peltigera castanea, mas possuem características morfológicas distintas que auxiliam em sua identificação. A P. castanea é conhecida por seus lóbos espalhados com um córtex superior liso, brilhante, castanho e majoritariamente não tomentoso. As veias escurecem, e as rizinas flocosas frequentemente formam estruturas semelhantes a cercas. Esta espécie não possui apotécios, mas frequentemente apresenta picnídios marginais.
Muito semelhante, a Peltigera extenuata tem lóbos mais planos com um córtex superior mais opaco, densamente tomentoso e minuciosamente escabroso (áspero e crostoso), variando de cinza-azulado a marrom-púrpura quando exposto ao sol. Diferentemente de P. castanea, as veias e rizinas em P. extenuata são geralmente pálidas, oferecendo um contraste marcante com as veias escuras de P. castanea.
A Peltigera ulcerata distingue-se de P. castanea por sua superfície superior brilhante, que permanece não tomentosa, inclusive nas margens dos lóbos, e por seus sorálios geralmente alongados.
Outra espécie, Peltigera didactyla, também compartilha algumas semelhanças com P. castanea, especialmente no brilho potencial do córtex superior. No entanto, espécimes férteis de P. didactyla são facilmente identificáveis pela presença de um tomento espesso cobrindo a superfície superior e pela ocorrência de apotécios. Espécimes estéreis (sem apotécios) exigem distinção mais cuidadosa, caracterizados por um formato mais semelhante a uma bolsa e rizinas predominantemente discretas e não flocosas. Diferentemente de P. castanea, o córtex de P. didactyla tende a ter uma tonalidade predominantemente marrom-púrpura, distinta do tom castanho de P. castanea.

## Habitat, distribuição e ecologia

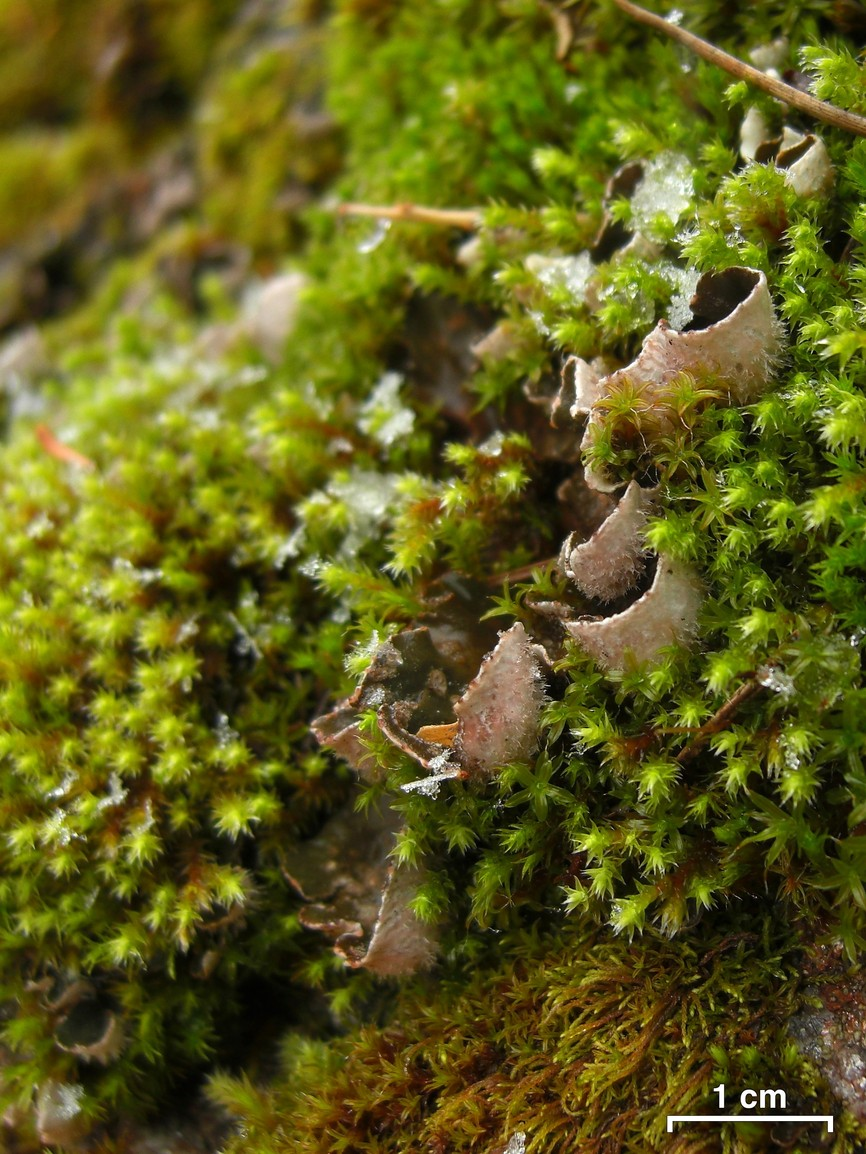
Os lóbos do talo da P. castanea, aninhados entre um tapete de musgos, mostram seu habitat típico.

A Peltigera castanea habita predominantemente florestas montanhosas e charnecas alpinas, geralmente crescendo em afloramentos abertos voltados para o sul com condições de microclima ideais. É frequentemente encontrada sobre tapetes de musgos xerofíticos, sugerindo uma afinidade por habitats mais secos e bem drenados. Também foi registrada crescendo diretamente no solo, em troncos podres ou sobre solo ou musgo no topo de rochas. Nas comunidades de solo calcário da Estônia, é comumente encontrada com musgos como Abietinella abietina, Bryum argentatum, Ceratodon purpureus e Tortula ruralis, compartilhando seu habitat com vários líquenes terrícolas raros de distribuição ártico-alpina.
Originalmente conhecida apenas do noroeste da América do Norte, a distribuição de Peltigera castanea inclui crescimento terrícola e muscícola em afloramentos rochosos desde a Trilha Chilkoot, no Alasca, até a Baía Glacier, estendendo-se a leste até o Yukon e ao sul até as Montanhas Rochosas de Alberta. Ela tende a se tornar rara nas partes meridionais de sua distribuição norte-americana. Pesquisas posteriores revelaram sua presença no nordeste até a Groenlândia e até mesmo na Península Antártica, destacando a adaptabilidade da espécie a uma ampla gama de ambientes frios.
Também ocorre na Rússia e na Estônia. Em 2023, a espécie foi documentada no Monte Xiaowutai, em Hebei, China, e sua descoberta em 2020 na Ilha James Ross, na Península Antártica, marcou o primeiro registro do líquen no Hemisfério Sul. É uma das oito espécies de Peltigera conhecidas por ocorrerem na Antártica.

## Conservação
O estado de conservação de Peltigera castanea varia por região. Na Colúmbia Britânica, é considerada criticamente ameaçada e está listada como "vermelha" na Lista da Colúmbia Britânica, indicando que é candidata a status de extirpada, em perigo ou ameaçada. No entanto, o Comitê sobre o Status da Vida Selvagem Ameaçada no Canadá ainda não a avaliou. Em Alberta, a espécie não é classificada, uma vez que é impossível de classificar devido a informações insuficientes, enquanto no Yukon varia de criticamente ameaçada a ameaçada.
Na Estônia, a lista vermelha regional de 2019 classifica Peltigera castanea como em perigo crítico. Essa designação se deve à significativa degradação de habitat que reduziu sua extensão geográfica e a qualidade do habitat, juntamente com seu tamanho populacional muito pequeno ou restrito, tornando-a altamente vulnerável à extinção.